# Patricia Kopacinskaia
Patricia Kopatchinskaja (n. Kopacinskaia; n. 1977, Chișinău, URSS) este o violonistă din Republica Moldova.

## Biografie
Părinții Patriciei Kopacinskaia sunt ambii muzicieni: mama ei Emilia este de asemenea violonistă, tatăl ei cântă la țambal. Deja de la vârsta de șase ani ia lecții de vioară, profesoara ei fiind o fostă elevă a violonistului David Oistrach. În 1989 familia ei a emigrat în Austria stabilindu-se la Viena. Patricia Kopacinskaia a studiat la Universität für Musik und darstellende Kunst Wien compoziție și vioară. La vârsta de 21 de ani a primit o bursă pentru a studia la conservatorul din Berna. Acolo își termină studiile cu distincție. În 2016/2017 a obținut cetățenia elvețiană.

## Violonistă

### Solistă
Patricia Kopacinskaia a concertat ca solistă cu numeroase orchestre renumite. O selecție (în ordine alfabetică): American Symphony Orchestra, Bergen Philharmonic, Orchestre des Champs Elysèes, Deutsche Kammerphilharmonie, Deutsches Symphonie-Orchester Berlin, Orchestra Simfonică de Radio Finlandeză, Münchner Kammerorchester, Orchestra Simfonică NHK din Tokio, Philharmonia Orchestra London, Orchestra Simfonică de Radio SWR din Stuttgart, Orchestra Simfonică Ceaikovski din Moscova, Filarmonica Națională Maghiară și Wiener Philharmoniker.
A colaborat cu numeroși șefi de orchestră și dirijori: Andrei Boreiko, Vladimir Fedosseiev, Roy Goodman, Philippe Herreweghe, Mariss Jansons, Neeme Järvi, Paavo Järvi, Alexander Liebreich, Andrew Litton, Andris Nelsons, Sir Roger Norrington, Sakari Oramo, Krzysztof Penderecki, Heinrich Schiff și Stanisław Skrowaczewski.

### Festivaluri
Patricia Kopacinskaia este prezentă pe scenă la numeroase festivaluri europene: festivalul de muzică de cameră de la Kuhmo, Lucerne Festival, Ludwigsburger Schlossfestspiele, festivalul Lockenhaus, festivalul Yehudi Menuhin din Gstaad, Festival de Radio France et Montpellier, Salzburger Festspiele, festivalul styriarte, Wiener Festwochen și Zürcher Theaterspektakel.

### Muzică de cameră
Ca interpretă de muzică de cameră Patricia Kopacinskaia a apărut alături de numeroși artiști proeminenți: pianiștii Konstantin Lifschitz, Alexei Lubimow, Fazil Say, Henri Sigfridsson, Mihaela Ursuleasa, violonistul Hansheinz Schneeberger, violistul Vladimir Mendelssohn, violonceliștii Thomas Demenga, Sol Gabetta, Quirine Viersen, Pieter Wispelwey, cântărețele Angela Gheorghiu și Anna Maria Pammer.

### Muzică contemporană
În repertoiriul Patriciei Kopacinskaia se găseesc numeroase piese de muzică contemporană. În timpul studiului de la Viena s-a preocupat intensiv cu reprezentanții Școlii a II-a Vieneze: Arnold Schönberg, Anton Webern și Alban Berg. 
Alți compozitori preferați ai artistei sunt György Kurtág și Galina Ustvolskaia o elevă a lui Șostakovici. Interpreta a prezentat o serie de piese în premieră:
- 2004/5 șapte piese în premieră absolută, din care două concerte pentru vioară dedicate Patriciei Kopacinskaia de Johanna Doderer și Otto Matthäus Zykan
- 2005/6 două concerte pentru vioară în premieră absolută cu Radio-Symphonieorchester Wien compuse pentru artistă de Gerald Resch și Gerd Kühr
- 2007/8 interpretarea în premieră absolută a concertelor de vioară scrise de Jürg Wyttenbach și Fazil Say

Și alți compozitori i-au dedicat piese: Richard Carrick, Violeta Dinescu, Michalis Economou, Ludwig Nussbichler, Ivan Sokolov, Boris Yoffe.

### Vioara
Cântă la o vioară de Giovanni Francesco Pressenda din anul 1834.

## Premii și distincții
- 1997 Premiul 2 în grupa de vârstă de 18-23 ani în categoria "Instrumente cu coarde" la Concursul International «Classica Nova» In Memoriam Dmitri Șostakovici (Hannover, Germania)[12]
- 2000 Premiul I la concursul Henryk Szeryng din Mexic
- 2002 Credit SuisseYoung Artist Award[13]
- 2004 New Talent - SPP Award der European Broadcasting Union (EBU)
- 2006 Premiul Deutschlandfunk cu ocazia Bremer Musikfest-Preis[14]
- 2009 ECHO Klassik în domeniul muzicii de cameră pentru înregistrarea (cu Fazil Say): Werke für Violine und Klavier von Beethoven, Ravel, Bártok & Say